# Hans Bergsland
Hans Bergsland (ur. 15 października 1878 w Christianii, zm. 9 czerwca 1956 w Oslo) – norweski szermierz, szpadzista, uczestnik igrzysk w Londynie w 1908 oraz igrzysk w Sztokholmie w 1912 roku, gdzie startował w turniejach indywidualnych i drużynowych. Jego brat, Jacob Bergsland, także był szermierzem.